# Burkhard Pedell
Burkhard Pedell (* 4. September 1967 in Starnberg) ist ein deutscher Ökonom.

## Leben
Nach dem Studium der Volkswirtschaftslehre an der Universität München war Pedell von 1995 bis 1999 wissenschaftlicher Mitarbeiter und Doktorand am Institut für Produktionswirtschaft und Controlling der Universität München. Nach der Promotion 1999 an der Fakultät für Betriebswirtschaft in München war er von 1999 bis 2004 wissenschaftlicher Assistent und Habilitand am Institut für Produktionswirtschaft und Controlling der Universität München. Nach der Habilitation 2004 an der Fakultät für Betriebswirtschaft der Universität München ist er seit 2005 Inhaber des Lehrstuhls für ABWL und Controlling an der Universität Stuttgart.
Seine Forschungsschwerpunkte sind Kosten- und Erlösmanagement, Risikomanagement, Entgeltregulierung, Verhaltenssteuerung und Anreize.

## Schriften (Auswahl)
- mit Marcell Schweitzer, Hans-Ulrich Küpper, Gunther Friedl und Christian Hofmann: Systeme der Kosten- und Erlösrechnung. München 2015, ISBN 3-8006-5027-4.
- mit Hans-Ulrich Küpper, Gunther Friedl und Christian Hofmann: Übungsbuch zur Kosten- und Erlösrechnung. München 2017, ISBN 3-8006-5443-1.
- mit Gunther Friedl und Christian Hofmann: Kostenrechnung. Eine entscheidungsorientierte Einführung. München 2017, ISBN 3-8006-5372-9.
- mit Gunther Friedl: Controlling mit SAP. Eine praxisorientierte Einführung mit umfassender Fallstudie und beispielhaften Anwendungen. Wiesbaden 2020, ISBN 3-658-27718-1.